# Michael Estrada
Michael Steveen Estrada Martínez (Guayaquil, 1996. április 7. –) ecuadori válogatott labdarúgó, a mexikói Toluca csatárja.

## Pályafutása

### Klubcsapatokban
Estrada az ecuadori Guayaquil városában született. Az ifjúsági pályafutását Macará akadémiájánál kezdte.
2013-ban mutatkozott be a Macará első osztályban szereplő felnőtt csapatában. 2013. március 10-én, a Barcelona ellen 1–0-ra megnyert mérkőzésen debütált. Három szezonnal később a El Nacionalhoz igazolt, majd 2017-ben az Independiente del Valle csapata szerződtette. 2019-ben egy idény erejéig visszatért a Macarához.
2020. január 1-jén a mexikói Toluca együtteséhez szerződött. Először a 2020. január 19-ei, Necaxa elleni mérkőzés 77. percében Alexis Canelo cseréjeként lépett pályára. Első gólját 2020. február 8-án, a Tijuana ellen 1–1-es döntetlennel zárult találkozón szerezte. 2022. február 8-án egyéves kölcsönszerződést kötött az észak-amerikai első osztályban érdekelt DC United csapatával. 2022. február 27-én, a Charlotte ellen 3–0-ra megnyert mérkőzésen debütált és egyben megszerezte első két gólját is a klub színeiben. 2022 augusztusában a Cruz Azulhoz csatlakozott szintén kölcsönben.

### A válogatottban
Estrada 2017-ben debütált az ecuadori válogatottban. Először a 2017. szeptember 5-ei, Peru elleni mérkőzés 82. percében Juan Cazarest váltva lépett pályára. Első gólját 2019. szeptember 10-én, Bolívia ellen 3–0-ra megnyert barátságos mérkőzésen szerezte.

## Statisztikák
2023. április 30. szerint
| Klub                   | Szezon   | Osztály  | Bajnokság | Bajnokság | Kupa  | Kupa | Nemzetközi | Nemzetközi | Összesen | Összesen |
| Klub                   | Szezon   | Osztály  | Meccs     | Gól       | Meccs | Gól  | Meccs      | Gól        | Meccs    | Gól      |
| ---------------------- | -------- | -------- | --------- | --------- | ----- | ---- | ---------- | ---------- | -------- | -------- |
| El Nacional            | 2016     | Serie A  | 40        | 19        | 0     | 0    | —          | —          | 40       | 19       |
| El Nacional            | 2017     | Serie A  | 31        | 15        | 0     | 0    | 4          | 2          | 35       | 17       |
| El Nacional            | 2018     | Serie A  | 24        | 3         | 0     | 0    | 2          | 0          | 26       | 3        |
| El Nacional            | Összesen | Összesen | 55        | 18        | 0     | 0    | 6          | 2          | 61       | 20       |
| Macará                 | 2019     | Serie A  | 29        | 17        | 4     | 3    | —          | —          | 33       | 20       |
| Toluca                 | 2019–20  | Liga MX  | 7         | 2         | 9     | 4    | —          | —          | 16       | 6        |
| Toluca                 | 2020–21  | Liga MX  | 37        | 11        | 0     | 0    | —          | —          | 37       | 11       |
| Toluca                 | 2021–22  | Liga MX  | 16        | 0         | 0     | 0    | —          | —          | 16       | 0        |
| Toluca                 | Összesen | Összesen | 60        | 13        | 9     | 4    | 0          | 0          | 69       | 17       |
| DC United (kölcsönben) | 2022     | MLS      | 16        | 4         | 1     | 0    | —          | —          | 17       | 4        |
| Cruz Azul              | 2022–23  | Liga MX  | 23        | 3         | 2     | 1    | —          | —          | 25       | 4        |
| Összesen               | Összesen | Összesen | 223       | 74        | 16    | 8    | 6          | 2          | 245      | 84       |

### A válogatottban
| Válogatott | Év       | Pályára lépés | Gól |
| ---------- | -------- | ------------- | --- |
| Ecuador    | 2017     | 2             | 0   |
| Ecuador    | 2019     | 5             | 1   |
| Ecuador    | 2020     | 4             | 3   |
| Ecuador    | 2021     | 14            | 3   |
| Ecuador    | 2022     | 12            | 1   |
| Ecuador    | 2023     | 2             | 0   |
| Összesen   | Összesen | 39            | 8   |

#### Góljai a válogatottban
| # | Időpont              | Helyszín                                                   | Ellenfél | Gólok | Eredmény | Kiírás               |
| - | -------------------- | ---------------------------------------------------------- | -------- | ----- | -------- | -------------------- |
| 1 | 2019. szeptember 10. | Estadio Alejandro Serrano Aguilar, Cuenca, Ecuador         | Bolívia  | 1–0   | 3–0      | Barátságos mérkőzés  |
| 2 | 2020. október 13.    | Estadio Rodrigo Paz Delgado, Quito, Ecuador                | Uruguay  | 2–0   | 4–2      | 2022-es VB-selejtező |
| 3 | 2020. október 13.    | Estadio Rodrigo Paz Delgado, Quito, Ecuador                | Uruguay  | 3–0   | 4–2      | 2022-es VB-selejtező |
| 4 | 2020. november 17.   | Estadio Rodrigo Paz Delgado, Quito, Ecuador                | Kolumbia | 3–0   | 6–1      | 2022-es VB-selejtező |
| 5 | 2021. március 29.    | Estadio Monumental Isidro Romero Carbo, Guayaquil, Ecuador | Bolívia  | 2–0   | 2–1      | Barátságos mérkőzés  |
| 6 | 2021. szeptember 2.  | Estadio Rodrigo Paz Delgado, Quito, Ecuador                | Paraguay | 2–0   | 2–0      | 2022-es VB-selejtező |
| 7 | 2021. október 7.     | Estadio Monumental Isidro Romero Carbo, Guayaquil, Ecuador | Bolívia  | 1–0   | 3–0      | 2022-es VB-selejtező |
| 8 | 2022. február 1.     | Nemzeti Stadion, Lima, Peru                                | Peru     | 1–0   | 1–1      | 2022-es VB-selejtező |